# Pterotricha
Pterotricha är ett släkte av spindlar. Pterotricha ingår i familjen plattbuksspindlar.

## Dottertaxa tillPterotricha, i alfabetisk ordning[1]
- Pterotricha aethiopica
- Pterotricha algerica
- Pterotricha arcifera
- Pterotricha argentosa
- Pterotricha auris
- Pterotricha cambridgei
- Pterotricha chazaliae
- Pterotricha conspersa
- Pterotricha dalmasi
- Pterotricha djibutensis
- Pterotricha egens
- Pterotricha engediensis
- Pterotricha insolita
- Pterotricha kochi
- Pterotricha lentiginosa
- Pterotricha lesserti
- Pterotricha levantina
- Pterotricha linnaei
- Pterotricha loeffleri
- Pterotricha lutata
- Pterotricha marginalis
- Pterotricha mauritanica
- Pterotricha nomas
- Pterotricha parasyriaca
- Pterotricha paupercula
- Pterotricha pavlovskyi
- Pterotricha procera
- Pterotricha punctifera
- Pterotricha quagga
- Pterotricha saga
- Pterotricha schaefferi
- Pterotricha shnitnikovi
- Pterotricha simoni
- Pterotricha sinoniae
- Pterotricha somaliensis
- Pterotricha strandi
- Pterotricha syriaca
- Pterotricha tikaderi
- Pterotricha varia
- Pterotricha vicina